# Zhou Jieqiong
Zhou Jieqiong (em chinês:  周洁琼; nascida em 16 de dezembro de 1998), anteriormente conhecida como Pinky (em coreano:   핑키), mais frequentemente creditada como Kyulkyung (em coreano:  결경), é uma cantora chinesa. Ela ficou popularmente conhecida por ter sido integrante do grupo feminino Pristin, formado pela Pledis Entertainment em 2016. Ela se tornou conhecida em 2016, quando competiu no reality show Produce 101 e se tornou uma das onze finalistas estrelando no grupo I.O.I.

## Biografia
Jieqiong nasceu em Taizhou, Zhejiang, na China. Ela é a mais velha da família entre seus dois irmãos. Jieqiong tem como influência f(x), After School e Girls' Generation. Em 2010, ela se tornou trainee da Pledis Entertainment.

## Carreira

### 1998-2014: Início da vida
Antes de sua estreia oficial Kyulkyung entrou na sexta geração de ídolos da Pledis Entertainment. Em 2013, ela apareceu na SEVENTEEN TV. Em 2014, ela foi uma das dançarinas da campanha do Orange Caramel. Em meados de 2015, Kyulkyung apareceu no videoclipe de "Mansae" do SEVENTEEN.

### 2015-2016:Produce 101e I.O.I
No final de 2015, Kyulkyung apareceu no primeiro trailer do reality show Produce 101. Sua apresentação foi uma canção tradicional da China com o instrumento Pipa. Sua primeira performance no programa foi Bang! do After School, ao lado de outras trainees da Pledis (Nayoung, Yuha, Roa, Eunwoo, Rena e Siyeon; atualmente todas fazem parte do Pristin). No episódio 5, Kyulkyung recebeu votos das outras participantes ganhando o título a visual número um do programa. No episódio 10, ela recebeu os mais altos votos das outras participantes na prova "trainees favoritos". Durante o programa, ela também recebeu muitos comentários positivos de internautas quando ajudou Sohye (da Redline Entertainment) a cantar e dançar "Full Moon" de Sunmi. No episódio final do Produce 101, Kyulkyung se tornou uma integrante oficial do I.O.I, com um total de 218,338 votos respectivamente. Na noite de semifinal, sua classificação tinha despencado de 6ª para 19ª, mas no final, ela voltou para a 6ª posição.
Em 5 de abril de 2016, o primeiro videoclipe do grupo, "Crush", foi lançado. Em 19 de abril de 2016, o teaser do programa Stand By I.O.I foi revelado. O primeiro episódio foi ao ar 22 de abril e o segundo em 29 de abril.
Kyulkyung estreou oficialmente com o I.O.I em 4 de maio de 2016 com o lançamento do extended play Chrysalis acompanhado do videoclipe da faixa principal Dream Girls. Ela também fez parte da sub-unidade do grupo junto de Nayoung, Chungha, Sohye, Yoojung, Doyeon e Somi onde lançaram o single "Whatta Man (Good Man)".

### 2017-2018: Pristin, Pristin V e estreia Solo
Jieqiong foi uma das treines escolhidas para o novo grupo da Pledis. Enquanto ela e Nayoung promoviam junto do I.O.I, o novo grupo, sob o nome de Pledis Girlz, realizou concertos do dia 14 de maio até 10 de setembro de 2016.
Logo após o fim do I.O.I, Kyulkyung retornou a Pledis para se preparar para a estreia oficial do novo grupo da agência. Durante seu último concerto como Pledis Girlz, "BYE & HI", realizado em 6 de janeiro de 2017 foi anunciado que o nome oficial do grupo seria Pristin.
Pristin estreou oficialmente em 21 de março, com o lançamento do extended play HI! PRISTIN junto do MV da faixa-principal Wee Woo.
Em 11 de dezembro de 2017, foi anunciado que Kyulkyung iria se juntar ao time de mentores do reality show de sobrevivência chinês Idol Producer, que estreou em 19 de janeiro de 2018.
Em 8 de Maio de 2018, Kyulkyung foi anunciada como uma de cinco integrantes que fariam parte da primeira sub-unidade do Pristin chamada Pristin V, juntamente a Nayoung, Roa, Eunwoo e Rena. A sub-unidade fez sua estréia em 28 de Maio de 2018 com o single álbum Like A V.
Em agosto ela lançou a musica "Leave It to Brother", para a trilha sonora I Got You OST.
Em 6 de setembro de 2018, Kyulkyung fez sua estreia como solista com o single digital chines "Why", que foi promovido apenas na China. Ela fez sua primeira performance como solista no dia 7 de setembro no programa Idol Hits da iQiyi. A musica não possui vídeo clipe.
No mesmo ano Zhou lançou musicas para a trilha sonora do programas Write You a Poem e Hi! Housemate.
Em outubro de 2018 foi divulgado que Zhou faria seu primeiro trabalho como atriz com a serie histórica chinesa Miss Truth.

### 2019-presente: Fim do Pristin e estreia como atriz
Em janeiro de 2019 ela participou da trilha sonora do programa "Love Timing", lançando a musica 看你看我 com Wang Ziyi.
No dia 24 de Maio de 2019, foi anunciado pela empresa Pledis que Pristin daria disband, e que apenas Kyulkyung, Yehana, e Sungyeon continuariam com a empresa.
Em 14 de fevereiro  de 2020 foi lançada a serie "Miss Truth", e com ela Zhou participou de duas musicas da trilha sonora, "小窃喜" e "天籁".
Em 25 de março de 2020 a empresa Pledis entrou em um processo contra Zhou alegando quebra de contrato. Na carta aberta feita pela empresa, eles alegam que em setembro de 2019 Zhou teria mandado um email para a empresa pedindo o fim do contrato, e desde então estaria evitando eles e promovendo de maneira independente em programas de variedade chineses. Zhou respondeu a empresa publicamente, expressando que preferia ter resolvido esse assunto em particular, e que espera resolver isso logo.
No mesmo ano foi anunciado que Zhou faria parte da serie "Legends of Fei" da produtora Tencent Video, em um papel de coadjuvante. A serie teve sua estreia em dezembro de 2020.
Em outubro de 2020 foi anunciado que Zhou faria parte do web drama da iQiyi To Be With You, como um dos papeis principais. As gravações do drama foram feitas em agosto do mesmo ano e estreiou em fevereiro de 2021.
Em 2020, Zhou foi anunciada como parte do elenco principal do seu primeiro filme Sunny Sisters, uma adaptação do filme coreano de 2011 Sunny. O filme tem estreia prevista para 11 de junho de 2021. Posteriormente ela participou da OTS 再次和我起舞吧 com o resto do elenco.
Em dezembro de 2020, Zhou iniciou as gravações de seu quarto drama chines, e terceiro como personagem principal, Be My Princess. O drama foi produzido pela iQiyi e é a adaptação do livro de mesmo nome escrito por Xiao Jia Ren, e teve sua estreia em 16 de março de 2022. No dia 30 de março de 2022, Zhou lançou a faixa Closer, como parte da trilha sonora da série.
Em agosto de 2021, Zhou iniciou as gravações do drama A Forbidden Marriage, a adaptação do livro Uncle Master escrito por Yi Ren Sui. As gravações terminaram em outubro de 2021, a tem previsão de estreia em 2022. Nesse mesmo período, Zhou participou do programa de competição musical Stage Boom, onde idols/ex idols chinesas competem entre si para ver qual é a melhor.
Entre dezembro de 2021 e maio de 2022, Zhou foi uma das apresentadoras do programa The Flash Band, da iQiyi, Zhou também participou da faixa Forever Young junto do elenco. No final de janeiro de 2022, Zhou participou do episódio 12 do programa Youth Periplous 3, da ZJTV. Entre abril e junho de 2022, Zhou foi uma das apresentadoras do programa Yes, I Do, da iQiyi, Zhou também lançou a faixa 你在左心在右 ao lado de Qin Xiaoxian para a trilha sonora do programa.

## Discografia

### Singles
| Título                                                                            | Ano                    | Melhor posição         | Melhor posição         | Melhor posição         | Vendas                 | Álbum                  |
| Título                                                                            | Ano                    | CHN                    | TWN                    | COR                    | Vendas                 | Álbum                  |
| Como artista principal                                                            | Como artista principal | Como artista principal | Como artista principal | Como artista principal | Como artista principal | Como artista principal |
| --------------------------------------------------------------------------------- | ---------------------- | ---------------------- | ---------------------- | ---------------------- | ---------------------- | ---------------------- |
| "Why"                                                                             | 2018                   | 64                     | 38                     | —                      |                        | Why                    |
| Como participação                                                                 |                        |                        |                        |                        |                        |                        |
| "Pick Me"                                                                         | 2016                   | —                      | —                      | 9                      | COR: 893 723           |                        |
| "24 Hours"                                                                        | 2016                   | —                      | —                      | 44                     | COR: 253,613           | 35 Girls 5 Concepts    |
| "—" significa que a musica não apareceu nas paradas ou não foi lançada na região. |                        |                        |                        |                        |                        |                        |

### Trilha Sonora
| Título                                                                            | Ano  | Melhor posição | Melhor posição         | Álbum                     |
| Título                                                                            | Ano  | CHN            | TWN                    | Álbum                     |
| --------------------------------------------------------------------------------- | ---- | -------------- | ---------------------- | ------------------------- |
| "Leave It to Brother"                                                             | 2018 | —              | —                      | I Got You OST             |
| "Write You a Poem" (com Silence Wang)                                             | 2018 | —              | —                      | Write You a Poem OST      |
| "Hi! Housemate" (com o elenco de Hi! Housemate)                                   | 2018 | —              | —                      | Hi Roommate OST           |
| "看你看我" (com Wang Ziyi)                                                        | 2019 | —              | —                      | Love Timing OST           |
| "小窃喜"                                                                          | 2020 | —              | —                      | Miss Truth OST            |
| "天籁"                                                                            | 2020 | —              | —                      | Miss Truth OST            |
| "再次和我起舞吧" (com elenco de Sunny Sisters)                                    | 2021 | —              | —                      | Sunny Sisters OST         |
| "VVS" (com o elenco de Stage Boom)                                                | 2021 | —              | —                      | Stage Boom OST            |
| "Forever Young" (com o elenco de The Flash Band)                                  | 2021 | —              | —                      | The Flash Band OST        |
| "Closer" (心贴近)                                                                 |      | —              | —                      | Be My Princess OST Part 3 |
| "你在左心在右" (com Qin Xiaoxian)                                                 | —    | —              | Yes, I Do Season 3 OST |                           |
| "—" significa que a musica não apareceu nas paradas ou não foi lançada na região. |      |                |                        |                           |

## Composições
Todos os créditos das musicas são adaptados pelo catalogo do Korea Music Copyright Association.
| Ano  | Artista   | Álbum       | Musica                    | Letra     | Letra                                | Musica    | Musica                            |
| Ano  | Artista   | Álbum       | Musica                    | Creditada | Com                                  | Creditada | Com                               |
| ---- | --------- | ----------- | ------------------------- | --------- | ------------------------------------ | --------- | --------------------------------- |
| 2017 | Pristin   | Hi! Pristin | "Over n Over"             | Sim       | Eunwoo, Sungyeon, Yuha, Xiyeon, Kyla | Não       | —                                 |
| 2018 | Kyulkyung | Why         | "Why"                     | Sim       | Tina Wang                            | Não       | —                                 |
| 2018 | Formis 9  | To. Heart   | "Glass Shoes (MAMA Ver.)" | Não       | —                                    | Sim       | Anchor, Sophiya, Yuha, Joe Michel |

## Videografia

### Vídeo Clipe
| Ano                   | Artista               | Musica                |
| Participação especial | Participação especial | Participação especial |
| --------------------- | --------------------- | --------------------- |
| 2014                  | Orange Caramel        | My Copycat            |
| 2015                  | SEVENTEEN             | Mansae                |

## Filmografia

### Filme
| Ano  | Nome          | Nome       | Personagem | Notas                | Ref.   |
| Ano  | Inglês        | Original   | Personagem | Notas                | Ref.   |
| ---- | ------------- | ---------- | ---------- | -------------------- | ------ |
| 2021 | Sunny Sisters | 阳光姐妹淘 | Li Youran  | Personagem principal | [ 49 ] |

### Televisão
| Ano  | Nome                 | Nome       | Emissora      | Personagem    | Notas                | Ref.   |
| Ano  | Inglês               | Original   | Emissora      | Personagem    | Notas                | Ref.   |
| ---- | -------------------- | ---------- | ------------- | ------------- | -------------------- | ------ |
| 2020 | Miss Truth           | 大唐女法医 | Youku         | Ran Yan       | Personagem principal | [ 40 ] |
| 2020 | Legend of Fei        | 有翡       | Tencent Video | Li Yan        | Coadijuvante         | [ 47 ] |
| 2021 | To Be With You       | 约定       | iQiyi         | Wang Go       | Personagem principal | [ 65 ] |
| 2022 | Be My Princess       | 影帝的公主 | iQiyi         | Ming Wei      | Personagem principal | [ 51 ] |
| TBD  | A Forbidden Marriage | 明月入卿怀 | iQiyi         | Yang Wang Yue | Personagem principal | [ 52 ] |

### Programas de variedades
| Ano       | Nome                              | Nome                         | Emissora   | País          | Personagem       | Notas                | Ref.   |
| Ano       | Inglês                            | Original                     | Emissora   | País          | Personagem       | Notas                | Ref.   |
| --------- | --------------------------------- | ---------------------------- | ---------- | ------------- | ---------------- | -------------------- | ------ |
| 2016      | Produce 101                       | 프로듀스 101                 | Mnet       | Coreia do Sul | Competidora      | Terminou em 6º lugar | [ 66 ] |
| 2017      | Oppa Thinking                     | 오빠생각                     | MBC        | Coreia do Sul | Convidada        | Episódio 4-9         | [ 67 ] |
| 2017      | Crazy Wardrobe                    | 疯狂衣橱                     | Jiangsu TV | China         | Membro regular   |                      | [ 68 ] |
| 2018      | Idol Producer                     | 偶像练习生                   | iQiyi      | China         | Mentora de dança |                      | [ 69 ] |
| 2018      | Idol Star Athletics Championships | 아이돌 스타 육상 선수권 대회 | MBC        | Coreia do Sul | Membro regular   |                      | [ 70 ] |
| 2018      | Hi! Housemate                     | Hi室友                       | iQiyi      | China         | Membro regular   |                      | [ 71 ] |
| 2019      | Love Timing                       | 喜欢你我也是                 | iQiyi      | China         | Membro regular   |                      | [ 72 ] |
| 2019      | The Big Band                      | 乐队的夏天 第一季            | iQiyi      | China         | Membro regular   | Temporada 1          | [ 73 ] |
| 2020      | Masked Dancing King               | 蒙面舞王                     | JSTV       | China         | Competidora      |                      | [ 74 ] |
| 2021      | Stage Boom                        | 爆裂舞台                     | iQiyi      | China         | Competidora      |                      | [ 75 ] |
| 2021      | The Detectives' Adventures        | 萌探探探案                   | iQiyi      | China         | Convidada        | Episódio 5-6         | [ 76 ] |
| 2021-2022 | The Flash Band                    | 闪光的乐队                   | iQiyi      | China         | Membro regular   |                      | [ 54 ] |
| 2022      | Youth Periplous 3                 | 青春环游记第三季             | ZJTV       | China         | Membro regular   | Episódio 12          | [ 55 ] |
| 2022      | Yes, I Do                         | 喜欢你我也是3                | iQiyi      | China         | Membro regular   | Terceira Temporada   | [ 56 ] |

## Prêmios e Indicações
| Ano  | Premiação         | Prêmio                           | Resultado | Ref.   |
| ---- | ----------------- | -------------------------------- | --------- | ------ |
| 2020 | Sina Style Awards | Fashion Charm Artist of the Year | Venceu    | [ 77 ] |

| Ano  | Revista                                             | Lista                                    | Lugar     | Ref.   |
| ---- | --------------------------------------------------- | ---------------------------------------- | --------- | ------ |
| 2017 | TC Candler: The 5th Annual Independent Critics List | World's 100 Most Beautiful Faces of 2017 | 99º lugar | [ 78 ] |